# Château de Puyfol
Le château de Puyfol est un château situé à Cindré, dans le département de l'Allier, en France.

## Historique
Reconstruit au XVe siècle, il est agrandi au XVIIe.
L'édifice est classé au titre des monuments historiques le 13 février 1925.